# Wacholderdrossel

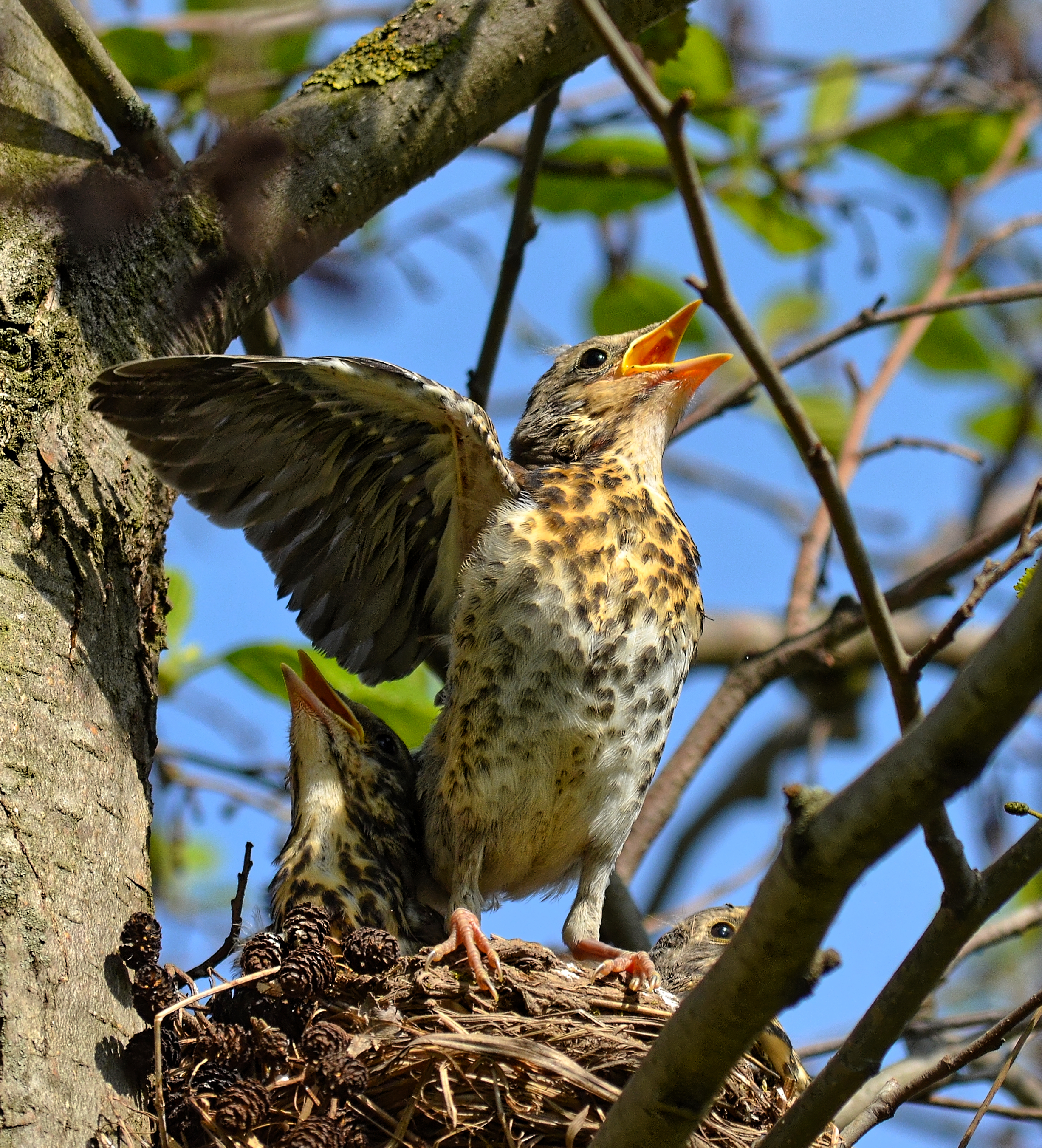
Nestlinge kurz vor dem Ausfliegen

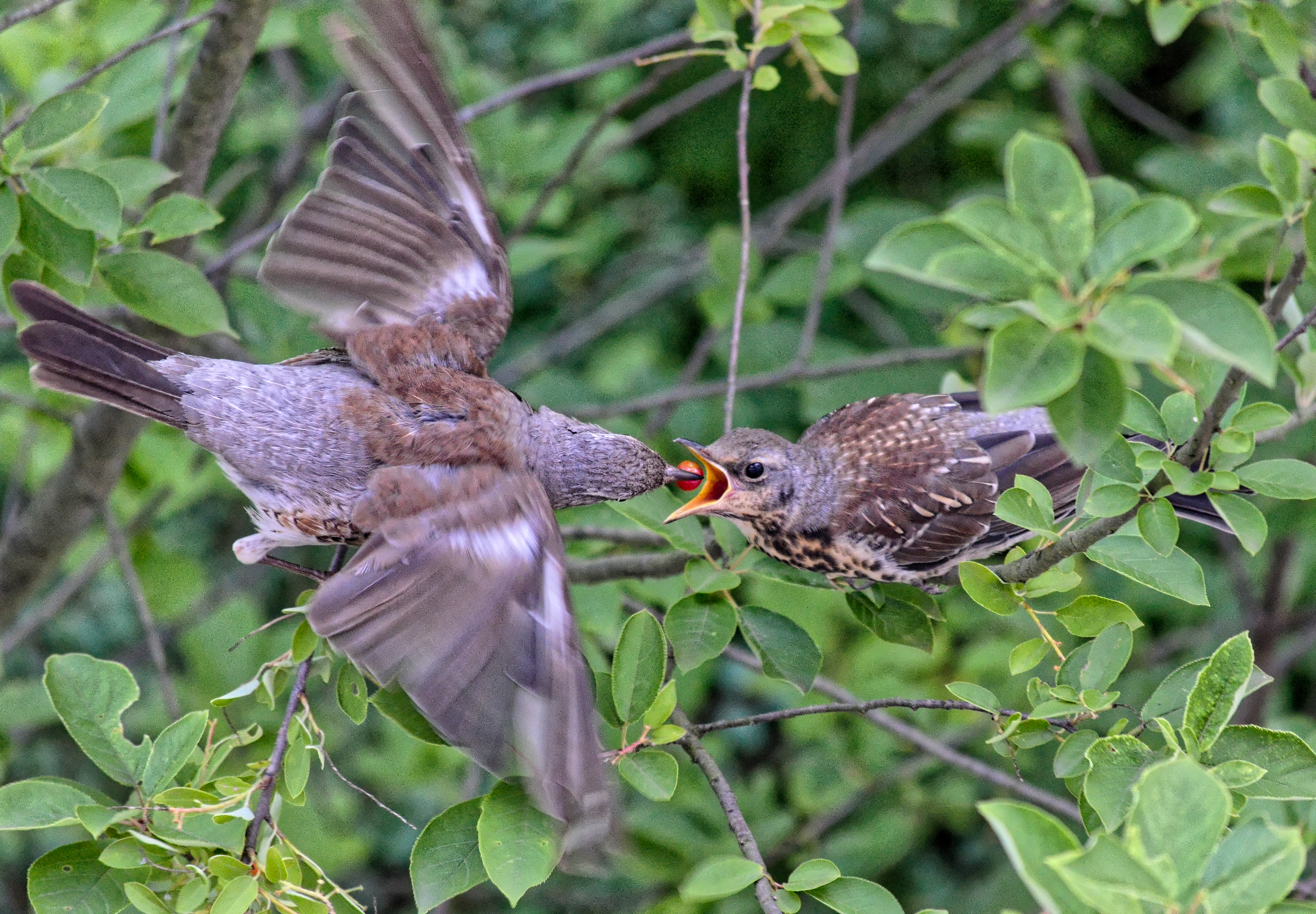
Altvogel füttert Jungvogel

Die Wacholderdrossel (Turdus pilaris) ist eine Vogelart aus der Familie der Drosseln (Turdidae). Diese große Drosselart besiedelt die mittlere und nordöstliche Paläarktis von Schottland und dem mittleren Frankreich nach Osten bis zum Amur in Sibirien. Sie bewohnt halboffene Landschaften, in Mitteleuropa vor allem Waldränder und Baumgruppen mit angrenzendem feuchtem Grünland. Die Art hat ihr Areal in den letzten etwa 200 Jahren stark nach Westen ausgedehnt und ist heute im östlichen Mitteleuropa ein mäßig häufiger Brutvogel. Die Wacholderdrossel ist überwiegend Kurzstreckenzieher und verbringt den Winter vor allem in Mittel- und Südwesteuropa sowie im Mittelmeerraum.
Die Art wurde früher Krammetsvogel (seltener: Kramtsvogel, Krammetvogel oder Krummetvogel) genannt, der Name ist abgeleitet von der alten Bezeichnung Krammet (auch: Kranewitt) für den Wacholder.
Cramberg zeigt den Vogel im Gemeindewappen.

## Merkmale
Die Wacholderdrossel ist mit einer Körperlänge von 22 bis 27 cm nur wenig kleiner als die bekanntere Amsel, jedoch etwas langflügeliger als diese und deutlich schwerer. Die Art ist verglichen mit den anderen Drosseln Mitteleuropas auffallend bunt, die Geschlechter unterscheiden sich nicht. Bei adulten Vögeln sind oberer Rücken, die Schulterfedern und die Oberflügeldecken rötlich braun; Kopf, hinterer und seitlicher Hals sowie hinterer und unterer Rücken sind hellgrau. Der Kopf zeigt einen deutlichen weißlichen Überaugenstreif. Kehle, Vorderhals und obere Brust sind auf ockergelbem Grund schwärzlich gestrichelt, die Flanken zeigen auf meist etwas blasser rötlich beigem Grund dunkle, pfeilspitzenähnliche Flecken. Die übrige Unterseite des Rumpfes, die Unterschwanzdecken sowie die Unterflügeldecken sind weiß. Die Schwingen sind dunkel graubraun und schmal hell gerandet. Der Schwanz ist schwarzgrau.
Die Beine sind dunkelbraun, der Schnabel ist gelb bis gelborange mit dunkler Spitze. Die Iris ist dunkelbraun.

## Lautäußerungen
Der wenig melodische Gesang wird überwiegend im Flug vorgetragen. Er ist gepresst zwitschernd mit schrillen und krächzenden Tönen; die bei anderen Drosseln typischen flötenden Motive fehlen. Durchzügler und Wintergäste rufen im Flug durchdringend und gepresst „gii“ und vor allem häufig rau tschackernd „schack, schack, schack“. Bei Störungen im Nest ist ein kratzendes „trrtrrtrr“ zu hören.

## Verbreitung und Lebensraum

Orange: Brutgebiet, blau: Überwinterungsgebiet, violett: ganzjähriges Vorkommen

Das Verbreitungsgebiet der Wacholderdrossel umfasst große Teile der mittleren und nordöstlichen Paläarktis von Schottland und dem mittleren Frankreich nach Osten bis zum Oberlauf des Amur in Sibirien. In Nord-Süd-Richtung reicht die Verbreitung in Europa von der Nordspitze Norwegens bis zum Südrand der Alpen und in die mittlere Ukraine. Die Art hat ihr Areal in den letzten etwa 200 Jahren stark nach Westen ausgedehnt: In der Zeit um die Mitte des 19. Jahrhunderts verlief die westliche Grenze des geschlossenen Areals in Europa z. B. noch durch Mecklenburg-Vorpommern, Sachsen-Anhalt, Thüringen und Oberfranken. Die Ursachen dieser Arealausdehnung sind unklar.
Die Wacholderdrossel bewohnt halboffene Landschaften, in Mitteleuropa vor allem Waldränder und Baumgruppen mit angrenzendem feuchtem Grünland, aber auch Streuobstwiesen, Parks und größere Gärten. In Sibirien bewohnt die Art auch stark aufgelockerte Laub- und Mischwälder, vor allem in der Nähe zu Fließgewässern. Generell werden kleinräumig feuchte und kühlere Habitate bevorzugt. Wichtige Habitatelemente sind Flächen mit frischen bis feuchten Böden und niedriger grasiger Vegetation für die Nahrungssuche und höhere Bäume und Büsche für die Nestanlage; Nahrungsflüge erfolgen meist nur bis in 250 m Entfernung vom Brutplatz.

## Ernährung

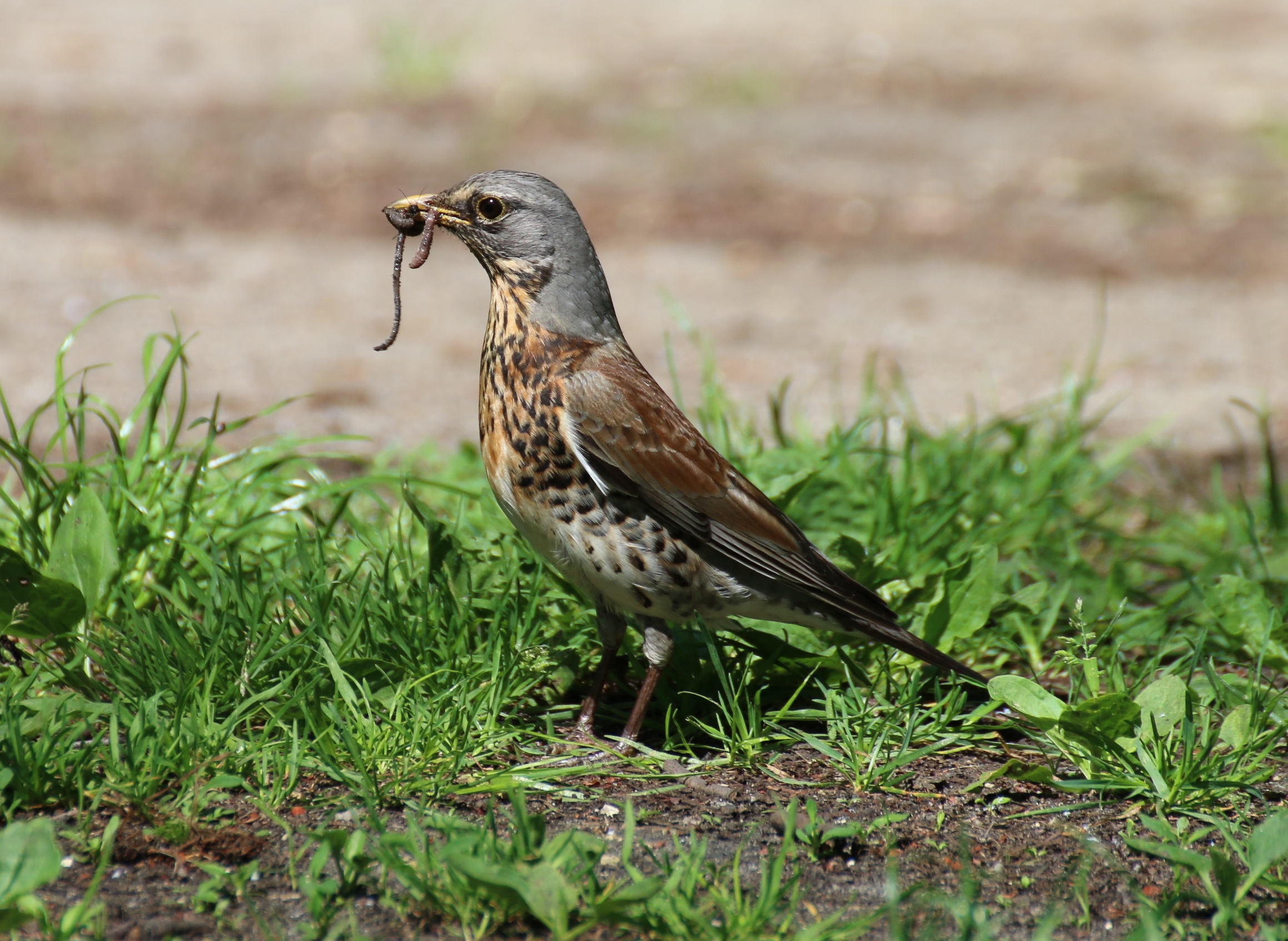
Wacholderdrossel mit Wurm

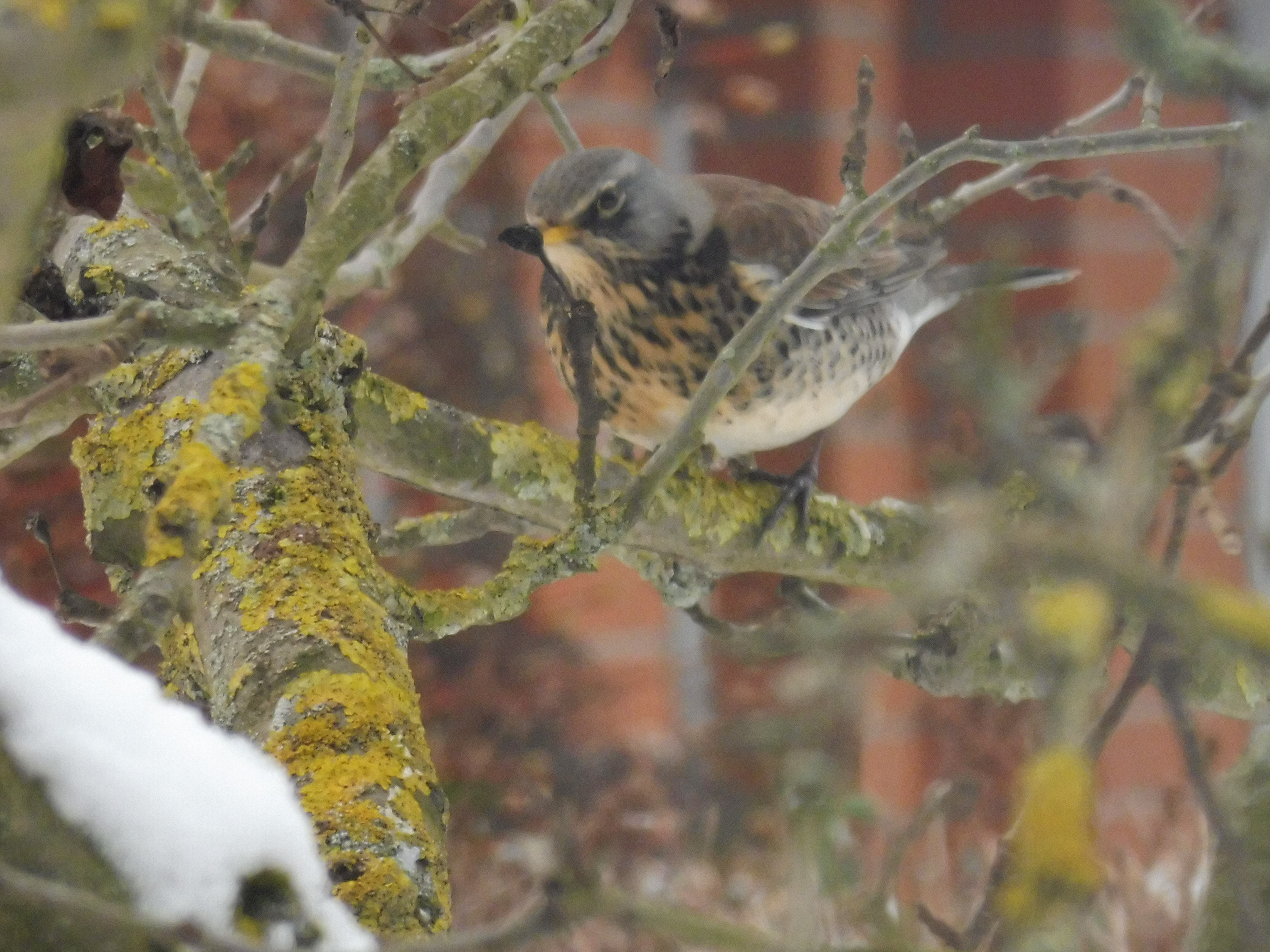
In winterlichem Apfelbaum

Die Nahrung besteht sowohl aus tierischen als auch aus pflanzlichen Bestandteilen. Im Frühjahr und Sommer werden weit überwiegend Regenwürmer verzehrt, daneben auch andere Wirbellose. Ab Mitte Juni werden Beeren und andere Früchte einschließlich Fallobst gefressen, diese bilden im Herbst und im Winter den überwiegenden Teil der Nahrung. Ob die Wacholderdrossel auch zu den Mistelverbreitervögeln gehört, wie teilweise behauptet wurde, muss noch endgültig geklärt werden.

## Fortpflanzung
Die Wacholderdrossel brütet meist in kleinen Kolonien, aber auch einzeln. Vor allem Koloniebrüter verteidigen die Nestumgebung sehr vehement mit Sturzflügen gegen Rabenvögel und Greifvögel, aber auch gegen andere Nestfeinde. Nicht selten versuchen sie dabei den Störenfried durch gemeinschaftliches Bekacken (mit „Kotbomben“) vorübergehend oder dauerhaft flugunfähig zu machen.
Das Nest wird auf Bäumen und hohen Sträuchern errichtet, häufig auf alten Bäumen und dann auffallend offen in Stammgabelungen oder auf starken Ästen am Stamm. Es besteht außen und an der Basis aus groben Grashalmen oder Blättern. Dieser „Rohbau“ wird mit nasser Erde ausgekleidet und der Napf dann mit einer Schicht feiner Grashalme ausgelegt.

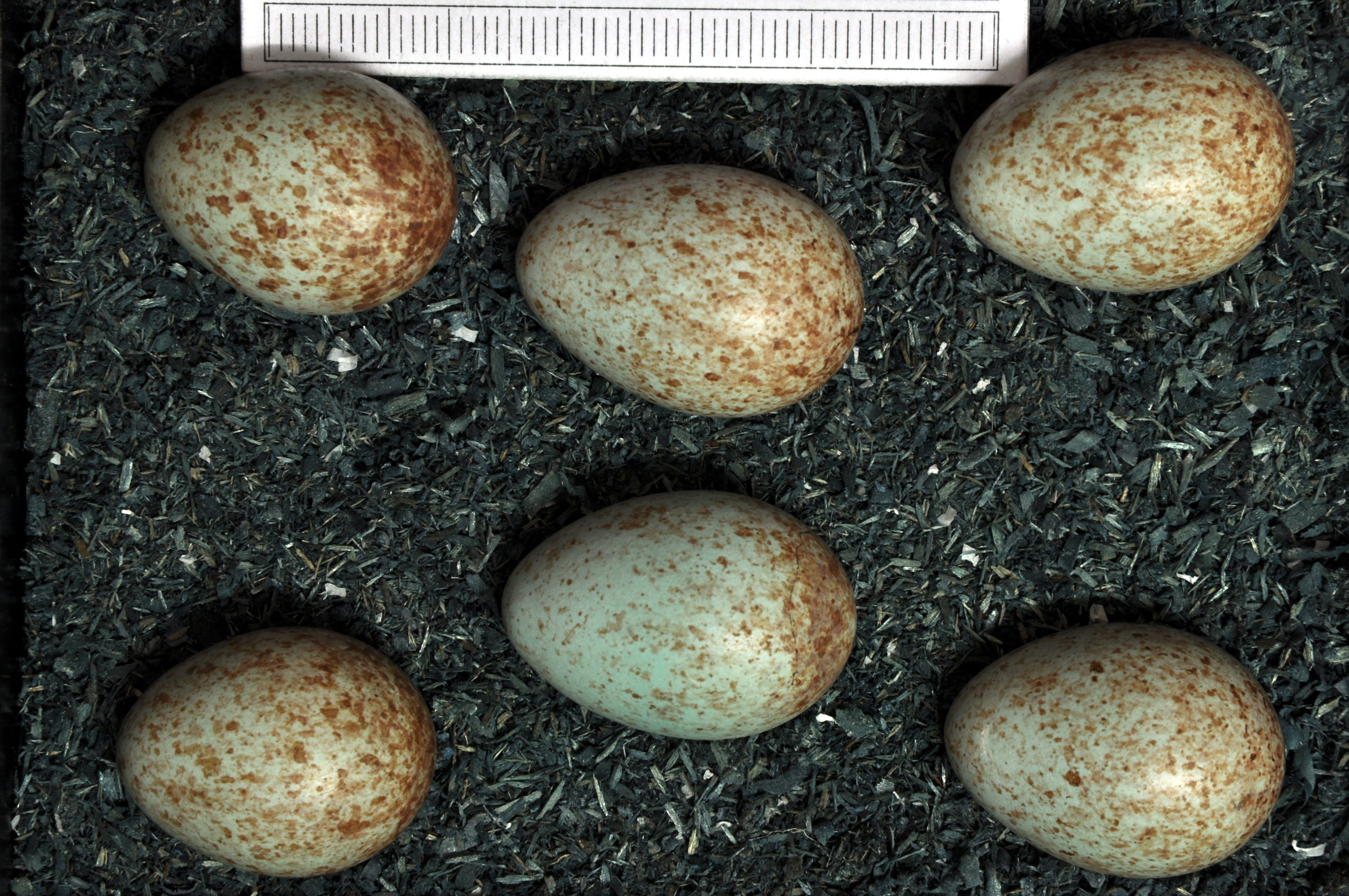
Gelege, Sammlung Museum Wiesbaden

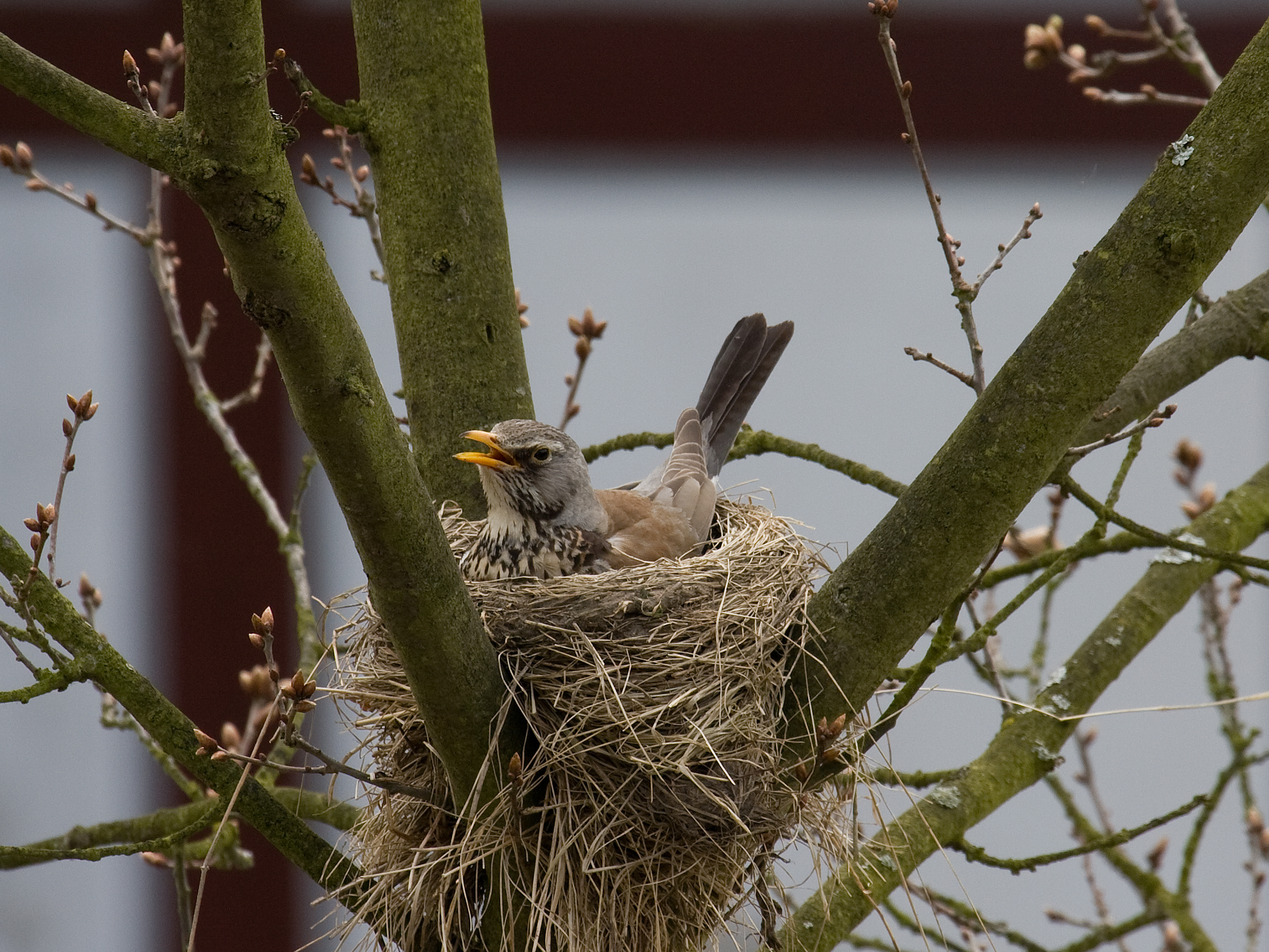
Brütende Wacholderdrossel

Die Eiablage erfolgt in Mitteleuropa frühestens Ende März, überwiegend im April. Zweitbruten kommen in Mitteleuropa regelmäßig vor, letzte Gelege werden hier Ende Juni begonnen. Das Gelege besteht aus 2–7, meist 5–6 Eiern, die auf hell bläulichgrünem Grund sehr variabel rotbraun gefleckt sind. Die Brutzeit dauert 10–13 Tage. Die Bebrütung erfolgt ausschließlich durch das Weibchen, auch die Nestlinge werden bis zum Alter von 9–10 Tagen nur vom Weibchen gehudert, danach aber von beiden Eltern gefüttert. Die Jungvögel können mit 18 Tagen schon gut fliegen, mit etwa 30 Tagen sind sie selbstständig.

## Wanderungen
Die Wacholderdrossel ist in Mittel-, Ost- und Nordeuropa ganz überwiegend Kurzstreckenzieher. Der Abzug aus den Brutgebieten erfolgt ab Ende September und dauert bis Ende November. Die Vögel überwintern vor allem in Mittel- und Südwesteuropa sowie im Mittelmeerraum. Wacholderdrosseln sind auch außerhalb der Brutzeit gesellig; sie ziehen und rasten in Trupps oder kleinen Schwärmen und rasten häufig in der freien Landschaft auf Wiesen oder Äckern. Der Heimzug durch Mitteleuropa erfolgt ab Mitte Februar, die Brutreviere werden je nach geografischer Lage überwiegend ab März und bis in den April hinein besetzt.

## Bestand und Gefährdung
Gesicherte Angaben zum Weltbestand gibt es nicht, die IUCN gibt als grobe Schätzung für den europäischen Bestand 28 bis 48 Mio. Individuen an. Die Art ist laut IUCN nicht gefährdet (LC).

## Nutzung

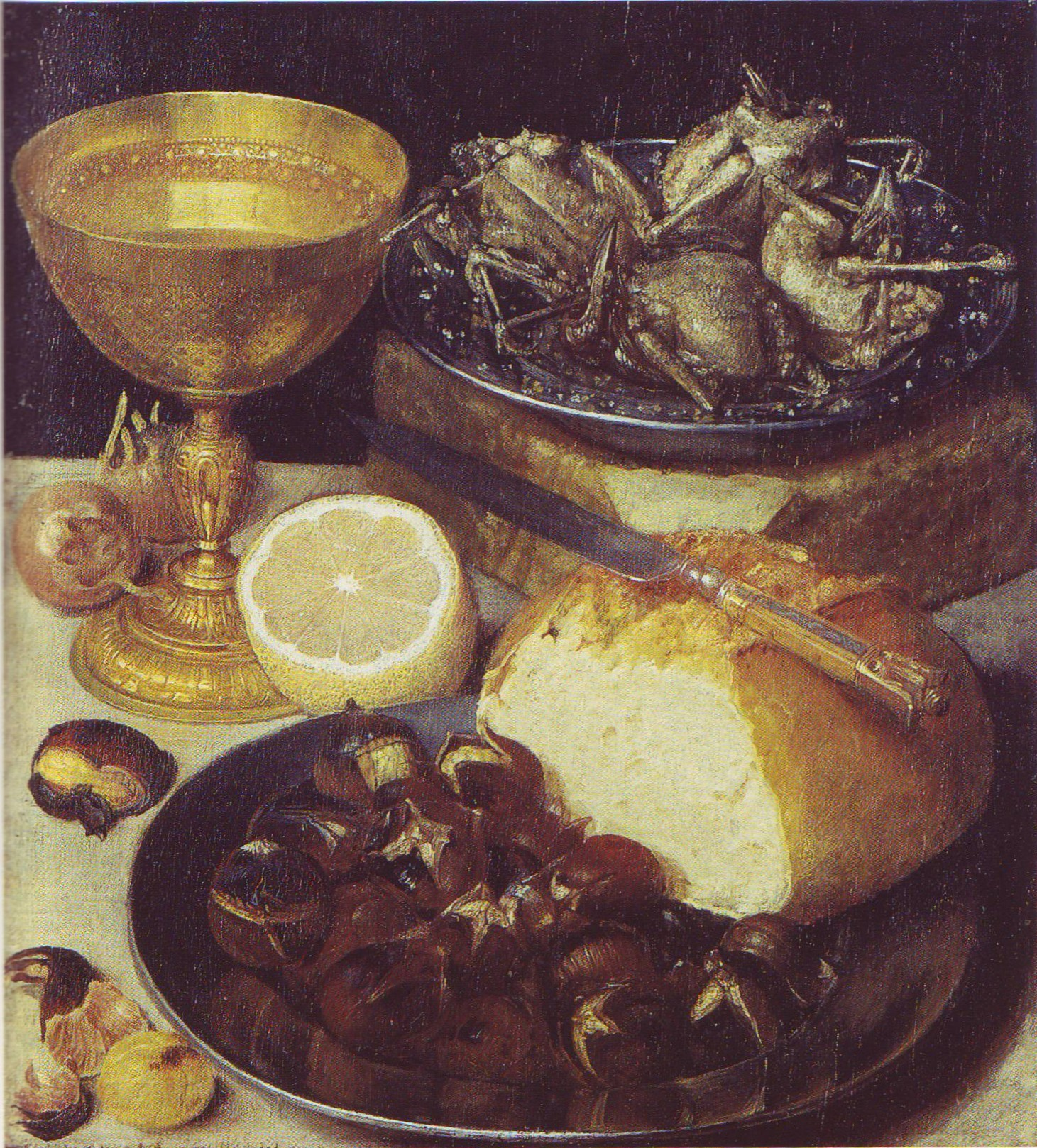
Krammetsvögel und Maronen, Stillleben von Georg Flegel

Früher wurden die Vögel, vor allem während der Zugzeiten, auch in Mitteleuropa z. T. massenhaft gefangen. Krammetsvögel sind in zahlreichen alten Rezeptbüchern erwähnt.
Aus einem Kochbuch von 1911:

„Die Krammetsvögel werden gerupft, die Haut vom Kopf gezogen, gesengt, der Darm durch die Afteröffnung entfernt. Dann wäscht man die Vögel, sticht die Augen aus, schlägt die Krallen von den Füßen, biegt den Kopf über die Brust und steckt die Füße über Kreuz durch die Augenhöhlen. Die Vögel werden mit Salz und einigen gestoßenen Wacholderbeeren eingerieben. Hierauf macht man Butter in einer Pfanne hellbraun, etwa ½ Eßlöffel für eine Drossel, und bratet die Vögel unter öffteren Umwenden etwa in einer halben Stunde gar. Zur Sauce gießt man etwas Wasser hinzu. Die Vögel werden nicht ausgenommen. Man kann die Krammetsvögel auf gerösteten Semmelnscheiben anrichten und Sauerkohl dazu geben.“

Die Wacholderdrossel wurde mit Schlingen, früher Dohnen genannt, aus Pferdehaar gefangen. Die Schlingen wurden in oder in die Nähe von Vogelbeeren mit Früchten gehängt. Viele Drosseln verendeten qualvoll, da sie nicht sofort erstickten, sondern sich zu Tode zappelten. Im Sauerland bekamen die Fänger Anfang des 20. Jahrhunderts 11 bis 18 Pfennig pro Vogel. Im Deutschen Reich wurde am 30. Mai 1908 der Fang von Wacholderdrosseln und anderen Drosselarten mit Schlingen verboten. Erreicht wurde dies vor allem durch den persönlichen Einsatz von Lina Hähnle sowie der Aufklärungsarbeit des von ihr gegründeten Bundes für Vogelschutz (BfV), dem Vorläufer des heutigen NABU.